# مهندسی دریایی و سنگین مالزی
مهندسی دریایی و سنگین مالزی (انگلیسی: Malaysia Marine and Heavy Engineering) شرکت کشتی‌سازی مالزیایی است، که در سال ۱۹۸۹ تأسیس شد.